# Shane Douglas
Troy Alan Martin (New Brighton, 21 novembre 1964) è un wrestler statunitense.
Conosciuto anche con il ring name Troy Shane Martin, ma soprattutto con quello di Shane Douglas, durante la sua carriera ha lottato per le federazioni Extreme Championship Wrestling, World Wrestling Federation e World Championship Wrestling.

## Carriera

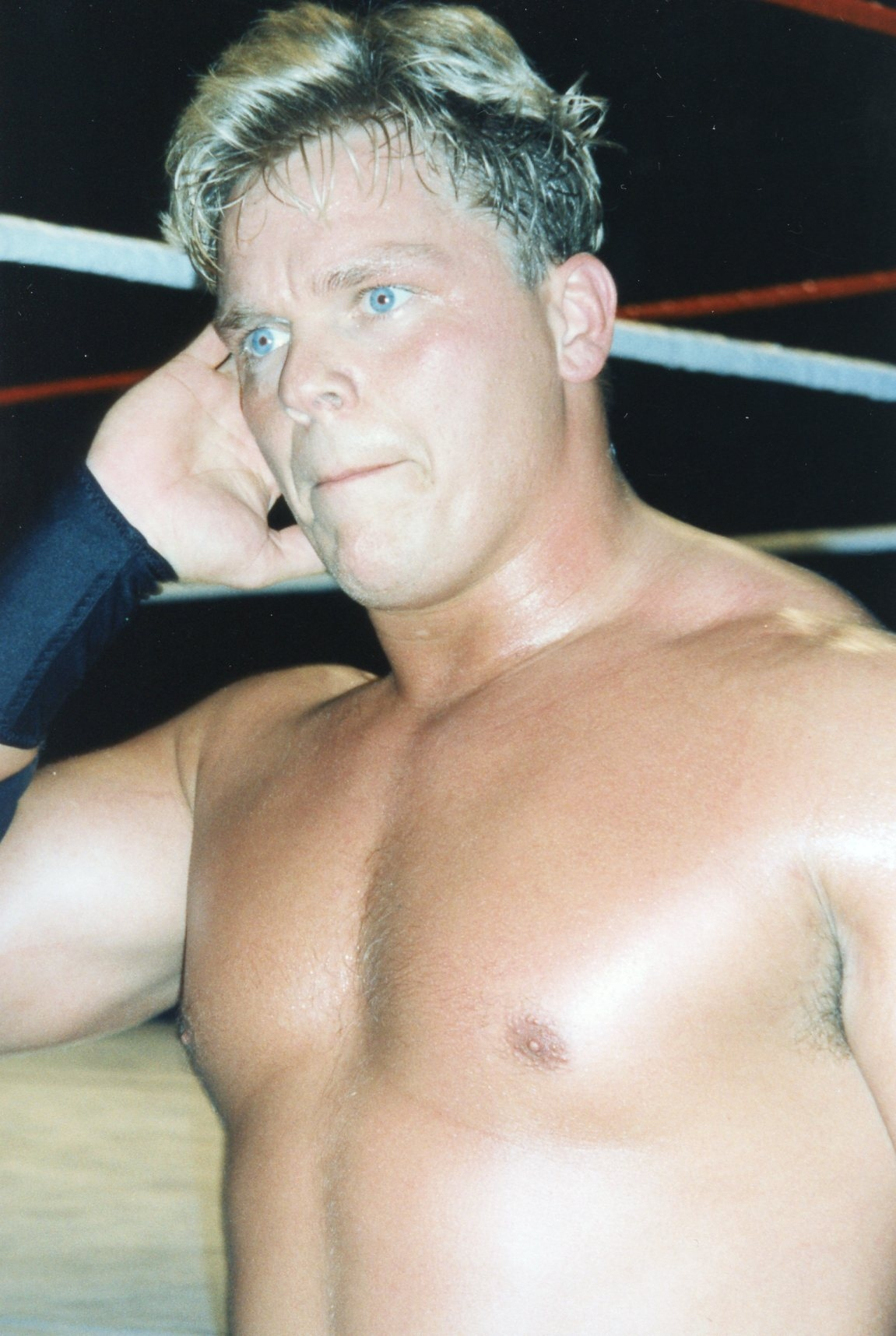
Martin come Dean Douglas nel 1995

### Inizi (1980–1989)
Martin fu allenato da Dominic DeNucci a Freedom, un sobborgo di Pittsburgh, insieme a Mick Foley alla metà degli anni ottanta. Cominciò la carriera da professionista nel 1982. Agli inizi utilizzava il ring name "Troy Orndorff", il fittizio nipote di Paul Orndorff. Nel 1986, lottò contro Randy Savage a WWF Superstars of Wrestling utilizzando il suo vero nome. Affrontò sul ring anche "Mr. Wonderful" Paul Orndorff nella prima puntata di WWF Wrestling Challenge. Più tardi quello stesso anno, divenne un face nella Universal Wrestling Federation (UWF) combattendo con il nome Shane Douglas, che gli fu dato da "Hot Stuff" Eddie Gilbert e Missy Hyatt (il cognome "Douglas" proveniva dalla sua somiglianza presunta con l'attore Michael Douglas). Il 3 agosto 1987 Douglas sconfisse Gilbert conquistando l'UWF Television Championship, ma non superò mai lo status di mid-carder. Perse la cintura il 2 settembre cedendola a Terry Taylor.

### World Championship Wrestling (1988–1990)
Nel 1988 firmò un contratto con la World Championship Wrestling (WCW), all'epoca ancora affiliata alla National Wrestling Alliance (NWA). Mantenne il ring name Shane Douglas e fu inserito in un tag team di skater denominato The Dynamic Dudes, con Johnny Ace (John Laurinaitis, il fratello minore di Road Warrior Animal).
Jim Cornette, manager dei The Midnight Express (Bobby Eaton & Stan Lane), decise di includerli tra i suoi clienti.
Quando Eaton e Lane, nella storyline, non approvarono il fatto, fu organizzato un match tra i due team con Cornette che rimase neutrale a bordo ring. Alla fine Cornette tradì i Dynamic Dudes e nacque un feud tra le due coppie che durò un paio di mesi.
I Dynamic Dudes si divisero nel 1990 dopo che Ace si trasferì nella All Japan Pro Wrestling (AJPW). I Dudes lottarono l'ultimo match nel marzo 1990, e Douglas lasciò poco tempo dopo la WCW per andare a lottare nel circuito indipendente.

### World Wrestling Federation (1990–1991)
Nel 1990 firmò un contratto con la World Wrestling Federation e fece il suo debutto il 18 giugno a Prime Time Wrestling, sconfiggendo Bob Bradley, in un match registrato a Toronto, Ontario, il 27 maggio. Douglas rimase imbattuto nel suo primo mese di permanenza, battendo Bob Bradley, Paul Diamond e Steve Lombardi in una serie di incontri. Soffrì la prima sconfitta per mano di Haku il 28 giugno a Denver, Colorado. Esordì televisivamente il 26 agosto a WWF Wrestling Challenge, lottando in coppia con il jobber Mark Thomas in un match perso con The Orient Express.
Nell'agosto 1990, sostituì temporaneamente l'infortunato Shawn Michaels nei The Rockers, lottando insieme a Marty Jannetty in sei match contro The Orient Express. Il 27 agosto sconfisse Buddy Rose in un dark match al PPV SummerSlam '90. All'evento Survivor Series '90 sconfisse nuovamente Buddy Rose in un altro dark match, e il 3 gennaio 1991, sconfisse Dino Bravo nel corso di un house show. Quattro giorni dopo a Prime Time Wrestling sconfisse Haku.
Al PPV Royal Rumble 1991, entrò per diciassettesimo e resistette sul ring 26 minuti e 23 secondi prima di essere eliminato da Brian Knobbs. Poco tempo dopo, lasciò la compagnia per prendersi cura del padre malato.
Tornò l'8 maggio a Youngstown, Ohio, dove fu sconfitto da Ricky Steamboat. In giugno lottò in un paio di house show e venne sconfitto da Colonel Mustafa. Fece l'ultima apparizione televisiva il 15 giugno a Prime Time Wrestling, perdendo con Dino Bravo in un match al Madison Square Garden. Douglas chiuse il suo primo periodo in WWF con due vittorie - una il 29 luglio sconfiggendo Bob Bradley in un dark match a WWF Superstars, e l'altra con The Orient Express il 2 agosto lottando in coppia con Marty Jannetty.

### Ritorno in WCW (1992–1993)
Douglas tornò in WCW il 12 settembre 1992, durante una puntata di Saturday Night, come wrestler face, dove sconfisse Super Invader utilizzando la mossa finale di Magnum T.A., il Belly to belly suplex, cosa che fu fatta notare dallo stesso Magnum, la settimana seguente a Saturday Night. Il 17 ottobre Douglas ebbe un match con Brian Pillman, che diede inizio a una lunga rivalità tra i due. Debuttò in pay-per-view ad Halloween Havoc '92, dove in coppia con Tom Zenk e Johnny Gunn sconfisse Arn Anderson, Bobby Eaton e Michael Hayes.
Mentre era in corso il feud con Pillman, Douglas formò un tag team con Ricky Steamboat per affrontare Pillman e Steve Austin in un tag team match svoltosi il 24 ottobre a Worldwide. Il mese seguente, Steamboat e Douglas sconfissero Dustin Rhodes & Barry Windham conquistando l'NWA World Tag Team Championship e il WCW World Tag Team Championship all'evento Clash of the Champions XXI. Steamboat e Douglas difesero con successo le cinture contro Windham e Pillman a Starrcade.
In seguito Steamboat e Douglas cominciarono una rivalità con Pillman e il suo nuovo tag team partner Steve Austin. Il 13 gennaio 1993 a Clash of the Champions XXII Steamboat e Douglas difesero i titoli sconfiggendoli, prima di cederli a loro il 27 marzo 1993 a Worldwide. Poco tempo dopo aver perso i titoli di coppia, Douglas cominciò un feud con il World Television Champion Paul Orndorff, prima di lasciare la compagnia per entrare nella Eastern Championship Wrestling (ECW). Douglas era stato scelto per combattere in coppia con Steamboat in uno steel cage match con in palio le cinture NWA e WCW World Tag Team Championship allo show Slamboree, ma fu rimpiazzato da Tom Zenk mascherato.

### Eastern / Extreme Championship Wrestling (1993–1995)
Il suo successo incomincia nell'ECW, dove viene decretato per la prima volta campione della federazione grazie al forfait di Tito Santana, il campione precedente.
Successivamente, Shane inizia feud strepitosi contro Sabu, Terry Funk e altri.
Il suo regno però è breve e perde la cintura un mese dopo averla vinta contro Sabu. 
Il 26 marzo del 1994 Douglas torna campione ECW battendo Terry Funk ed il 12 maggio 94 conquista l'ambita cintura NWA vincendo i tre incontri contro Taz, Dean Malenko e 2 Cold Scorpio, quest'ultimo in finale.
Appena vinto il torneo, Shane inizia a parlare del titolo NWA, di quello che rappresenta per lui e dei suoi successori mentre, citando lottatori come Ricky Steamboat, Buddy Rogers, Dusty Rhodes e Ric Flair dicendo che possono tutti "baciargli il culo" e che non accetta la cintura di una federazione morta da 7 anni. Infine si autoproclama "Extreme Championship Champion of the World".
Questo segmento sarà ricordato come uno dei momenti più importanti di sempre, perché vide Shane Douglas "convertire" la Eastern Championship Wrestling in Extreme Championship Wrestling.
Qualche settimana dopo crea il "triple threat" una stable formata da Shane Douglas, Chris Benoit e Dean Malenko. Dopo un regno durato oltre un anno perde contro The Sandman grazie al tradimento di Woman.
Dopo aver fallito la riconquista del titolo, Douglas inizia una rivalità con Cactus Jack, perché entrambi vogliono il titolo di Sandman. In questo periodo, Douglas si lamenta degli arbitraggi ed introduce Bill Alfonso come "super arbitro" per ristabilire l'ordine. Nel luglio 1995 decide di lasciare la ECW per la WWF.

### Ritorno in WWF (1995–1996)

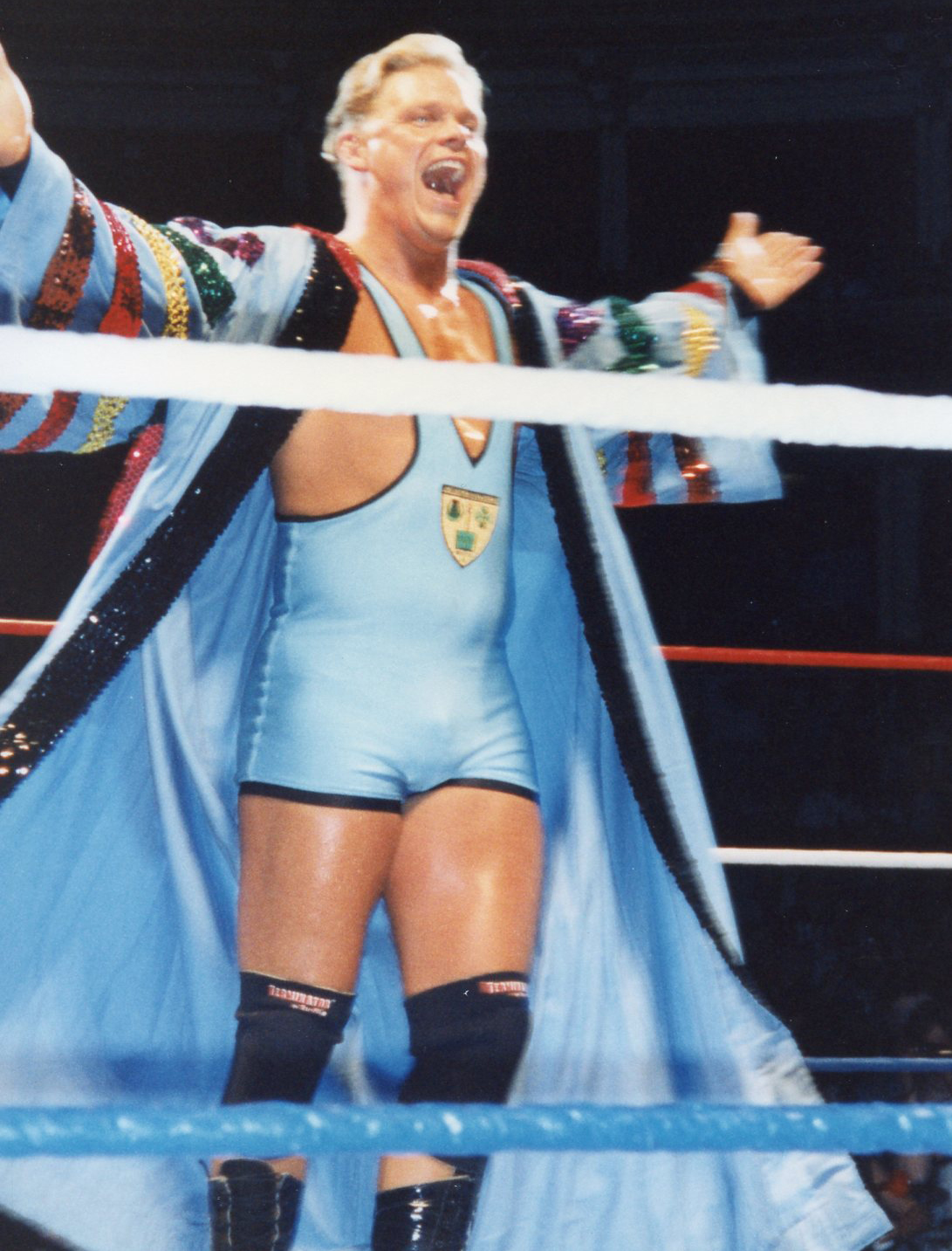
Dean Douglas nel 1995

Nel 1995 Douglas tornò in WWF come personaggio heel con il ring name Dean Douglas, e con la gimmick del saccente decano universitario, facendo la prima apparizione nella puntata del 29 luglio di Superstars.
Cominciò una rivalità con Razor Ramon. Il 9 settembre sconfisse 1-2-3 Kid per squalifica dopo che Razor interferì nell'incontro aggredendolo. Si ebbe quindi un match tra di loro al PPV In Your House 3, vinto da Douglas grazie all'interferenza di Kid.
Avrebbe poi dovuto affrontare Shawn Michaels per il titolo Intercontinental Championship a In Your House 4, ma Michaels diede forfait a causa di un infortunio rimediato in una vera rissa in una bar a Syracuse, New York, e la cintura fu assegnata d'ufficio a Douglas. Egli, tuttavia, dovette difendere immediatamente il titolo con il rivale Razor Ramon. Ramon lo sconfisse e conquistò la cintura. Douglas rimase campione per soli 20 minuti. In seguito fu casualmente inserito nel team di Razor, Owen Hart e Yokozuna per affrontare Shawn Michaels, Ahmed Johnson, British Bulldog e Sycho Sid in un "Wildcard Survivor Series" a Survivor Series. Douglas fu eliminato da Michaels, e il suo team uscì sconfitto.
Douglas non riuscì a riconquistare il titolo Intercontinental Championship da Razor Ramon e il suo ultimo incontro trasmesso in televisione si svolse il 9 dicembre a Superstars, dove sconfisse il jobber Tony Williams. L'ultima apparizione in WWF si ebbe a In Your House 5, dove avrebbe dovuto lottare contro Ahmed Johnson, ma, secondo la storyline, la sua schiena non gli permetteva di salire sul ring e quindi introdusse Buddy Landel come suo sostituto (che fu sconfitto da Johnson in soli 42 secondi). Il suo ultimo giorno di lavoro nella WWF fu al Madison Square Garden dove gli venne diagnosticato un grave spasmo muscolare alla schiena che, se sollecitato, avrebbe potuto paralizzarlo. Nonostante i medici avessero detto a Vince McMahon che si trattava di un infortunio legittimo, Vince si arrabbiò per la notizia e cercò di intimidire Shane e poi gli fu detto esplicitamente di lasciare la federazione il 1º gennaio 1996. Troy è stato molto esplicito sul fatto che Vince lo ha pagato molto meno di quanto concordato e disse che il trattamento ricevuto è la causa per la quale si rifiutò di lavorare di nuovo per McMahon.

### Ritorno in ECW (1996–1999)
Dopo aver lasciato la WWF, Douglas fece un ritorno a sorpresa in ECW all'evento House Party il 5 gennaio 1996, dove riprese brevemente il personaggio di Dean Douglas, correggendo la grammatica di Buh Buh Ray Dudley dopo un match, diventando così un Face. Il 9 gennaio a Hardcore TV, confrontandosi con Stevie Richards e Blue Meanie, dismise la sua gimmick di Dean Douglas e dichiarò: "The Franchise è tornato!". In questo periodo, ebbe un memorabile feud con Cactus Jack. Altro avversario fu il World Heavyweight Champion Raven e i due si confrontarono in diversi match anche se fu sempre Raven a prevalere a causa delle pesanti interferenze dei membri della Raven's Flock.
Douglas vinse il World Television Championship battendo 2 Cold Scorpio a A Matter of Respect e fece un turn heel disprezzando poi il titolo stesso. Dopo l'incontro, 2 Cold Scorpio lo aggredì. Un mese dopo, Douglas avrebbe dovuto difendere la cintura con Scorpio all'evento Fight The Power, ma Scorpio si infortunò. Quindi Douglas difese il titolo con El Puerto Ricano, Don E. Allen, Devon Storm e Mikey Whipwreck in successione prima di perderlo contro Pitbull #2. A Heat Wave, vinse il suo secondo World Television Championship sconfiggendo il campione Chris Jericho, 2 Cold Scorpio e Pitbull #2 in un four corners match. Alla fine del 1996, Douglas riformò la stable Triple Threat con i nuovi membri Chris Candido e Brian Lee. In seguito cominciò un feud con Tommy Dreamer e Beulah McGillicutty, culminato in una serie di match tra i due. Mentre la Triple Threat ha una faida con i nemici di Douglas Tommy Dreamer e The Pitbulls nella prima parte del 1997, egli difende il tiolo World Television Championship contro Pitbull #2 e Pitbull #1. Brian Lee esce dai Triple e viene rimpiazzato da Bam Bam Bigelow.
A Wrestlepalooza, Douglas difese il titolo con Chris Chetti. Più tardi quella stessa sera, interrompe il promo di Taz dopo un match tra Taz e Sabu. Douglas difende il titolo con Taz, prima di perderlo nel rematch contro quest'ultimo, dopo un regno durato 329 giorni. Quindi spostò la sua attenzione nei confronti del titolo World Heavyweight Championship detenuto da Terry Funk e lo sfidò senza successo a Heat Wave, dove perse per squalifica. Poco tempo dopo, Sabu vinse il titolo. A Hardcore Heaven, Douglas sconfisse Sabu e Funk in un three-way dance match conquistando la cintura per la terza volta. Nel settembre 1997 difese il titolo dall'assalto di Tommy Dreamer all'evento Terry Funk's WrestleFest e successivamente contro Phil Lafon nel corso di un no disqualification match svoltosi a As Good as It Gets.
Il 24 ottobre perse il titolo in favore di Bam Bam Bigelow a Hardcore TV dopo che Rick Rude aveva scelto Bigelow come sfidante di Douglas. Come risultato, Bigelow fu espulso dalla Triple Threat e sostituito nella stable da Lance Storm. Douglas riconquistò la cintura battendo Bigelow al pay-per-view November to Remember; quarto regno da campione per lui. Douglas si infortunò nel match e rimase lontano dal ring per due mesi circa. A Hostile City Showdown, Bigelow ritornò nella Triple Threat. Il ritorno di Bigelow provocò l'estromissione di Lance Storm dal gruppo. All'evento Living Dangerously, Douglas e Chris Candido affrontarono Storm e il suo partner misterioso, che si rivelò essere Al Snow. Snow schienò Douglas.
Qualche tempo dopo, Bigelow lasciò la ECW e Chris Candido abbandonò Douglas, e la stable Triple Threat si sciolse.
Douglas proseguì il suo feud con Taz, che culminò in un match a Guilty as Charged nel 1999, dove Douglas perse la cintura ECW World Heavyweight Championship dopo essere stato attaccato a tradimento da Chris Candido. Il quarto regno da campione ECW di Douglas fu il più lungo nella storia del titolo, con una durata di 406 giorni.
Il 12 febbraio a Crossing the Line '99, Douglas si alleò con il vecchio nemico Tommy Dreamer nel corso di una rivalità con gli Impact Players. A Living Dangerously, Dreamer e Douglas sconfissero gli Impact Players. Douglas proseguì il feud con questi fino a quando lasciò la compagnia a causa di dissidi con Paul Heyman.

### Secondo ritorno in WCW (1999–2001)
Dopo aver lasciato la ECW, Douglas effettuò un ritorno a sorpresa nella WCW il 19 luglio 1999, in una puntata di Nitro, dove si unì a Chris Benoit, Dean Malenko e Perry Saturn per formare la stable The Revolution, con l'intento di estirpare un "cancro" dalla compagnia. Questo era un riferimento a Ric Flair, con il quale Douglas aveva avuto una reale discussione fuori dalle scene. Asya fu in seguito aggiunto al gruppo in sostituzione di Benoit, che lasciò la stable. Nel corso della sua storia, The Revolution si scontrò con altre fazioni, come West Texas Rednecks, First Family, Filthy Animals, e Varsity Club. La mancanza di un reale successo portò alla fine allo scioglimento del gruppo dopo che Malenko e Saturn lasciarono la WCW. Dopo la fine della stable, Douglas fece da manager a The Wall al pay-per-view Souled Out del 2000, prima di prendersi una pausa lontano dal ring.
Tornò nel corso di una puntata di Nitro andata in onda il 10 aprile, dove si alleò con Vince Russo e si unì al gruppo The New Blood guidato da Russo ed Eric Bischoff, che aveva in corso una rivalità con The Millionaire's Club, capeggiati da Ric Flair. Douglas affrontò Flair per la prima volta quella sera stessa in un match, che perse per squalifica. A Spring Stampede, lottò insieme a Buff Bagwell nel torneo per il vacante World Tag Team Championship, dove il duo sconfisse gli Harlem Heat 2000 in semifinale e il team composto da Ric Flair e Lex Luger in finale, grazie all'aiuto di Brian Adams e Bryan Clark. Il feud con Flair culminò in un match tra i due a Slamboree, vinto da Douglas, grazie all'aiuto del figlio di Flair, David, mascherato. Il 15 maggio a Nitro, Douglas difese le cinture tag team insieme a The Wall, che sostituì Buff Bagwell in un match con i KroniK, vinto da questi ultimi.
Dopo aver sfidato senza successo Jeff Jarrett per il titolo World Heavyweight Championship, Douglas sconfisse The Wall in un Best of Five Tables match a The Great American Bash.
A Bash at the Beach, sconfisse l'ex tag team partner Buff Bagwell, con l'assistenza di Torrie Wilson, che tradì Bagwell. Con Wilson come sua valletta e manager, Douglas cominciò ad utilizzare il suo soprannome "The Franchise" e la catchphrase «Cut the damn music!» durante le sue  entrate sul ring. Poi prese parte al torneo per l'assegnazione del vacante United States Heavyweight Championship a Monday Nitro, dove sconfisse Billy Kidman ai quarti ma fu sconfitto da Lance Storm in semifinale. Iniziò quindi una rivalità con Kidman, dal quale fu sconfitto in uno Strap match al ppv New Blood Rising. Tuttavia, Douglas e Torrie Wilson sconfissero Kidman e Madusa nel corso di uno scaffold match svoltosi a Fall Brawl.
Alla fine del 2000, si alleò con i Natural Born Thrillers, aiutando il loro leader Mike Sanders a vincere un incontro di kickboxing contro Ernest Miller allo show Halloween Havoc, fatto che portò Douglas ad affrontare Miller in un match al ppv Mayhem, vinto da Miller. Poi fu la volta di una rivalità con il leader dei Misfits in Action General Rection per lo United States Heavyweight Championship. Lottò con Rection a Starrcade, ma perse per squalifica. Nel 2001 Douglas sconfisse Rection al pay-per-view Sin conquistando il titolo. Il 5 febbraio perdette la cintura in favore di Rick Steiner a Nitro. Questo fu l'ultimo match di Douglas in WCW prima che la compagnia vennisse acquistata dalla WWF il 23 marzo 2001.

### Xtreme Pro Wrestling (2002–2003)
Dopo l'acquisto da parte della WWF di WCW ed ECW nel 2001, nel luglio 2002 Douglas si trasferì nella Xtreme Pro Wrestling, dove egli vinse il World Heavyweight Championship sconfiggendo Johnny Webb all'evento Night of Champions. In seguito aiutò la compagnia ad espandersi dalla sua base di Los Angeles fino a Filadelfia, e la XPW tenne il suo primo show a Filadelfia il 31 agosto. Divenne poi l'ultimo World Heavyweight Champion nella storia della XPW, dato che la federazione chiuse i battenti nel marzo 2003.

### Circuito indipendente (2009–presente)

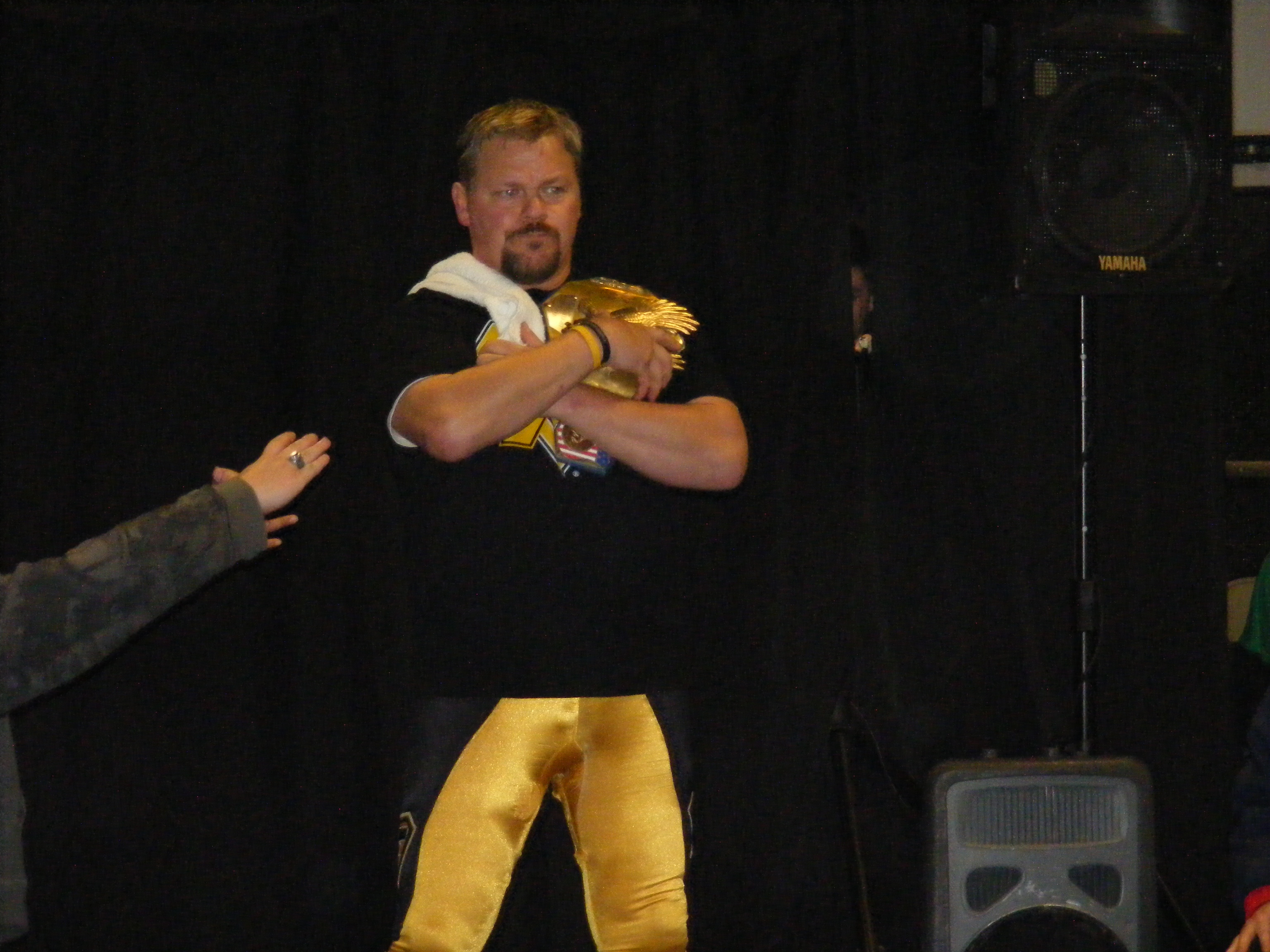
Shane Douglas nel 2011

Il 13 marzo 2009 Douglas ritornò nella National Wrestling Alliance per la prima volta dopo quindici anni, lottando nella compagnia NWA On Fire in match singoli, e sconfiggendo Little Guido.
Nel 2012 annunciò che avrebbe preso parte alla Extreme Reunion, un evento con vari wrestler ex-ECW. Fu il primo di una serie di tre eventi. Lo show si tenne il 28 aprile nella National Guard Armory di Filadelfia. Il secondo Extreme Rising, si tenne il 29 giugno a New York e il 30 giugno a Filadelfia. Ci fu un terzo show il 17 novembre a Pittsburgh chiamato Remember November. Nel main event Douglas lottò con Matt Hardy in un match terminato in no-contest.
Il 24 marzo 2017 ad un evento della Pro Wrestling All-Stars di Detroit, Douglas sconfisse The Great Akuma a Melvindale, Michigan, diventando il Pro Wrestling All-Stars Heavyweight Champion. Il 21 aprile Douglas sconfisse Paul Bowser per countout in un Extreme Rules match difendendo il titolo. Perse la cintura il 12 maggio 2017, quando Breyer Wellington sconfisse Douglas, Paul Bowser, e Atlas Hytower in un Fatal Four-Way match.
Il 13 maggio 2017, allo show XICW Best In Detroit 20 a Clinton Township, Michigan, Douglas sconfisse Joe Coleman diventando XICW Xtreme Intense Champion.

Il 3 marzo 2018, all'evento Extreme Warfare della World BigTime Wrestling (WBW) in Ohio, sconfisse Shawn Blaze conquistando il titolo WBW Heavyweight Championship. Perse la cintura contro Blaze il 5 maggio 2018, after the WBW. Douglas ebbe anche un feud con Bobby Fulton, che sfociò in una serie di match hardcore.
L'11 marzo 2018 all'evento XICW March Madness & Mayhem tenutosi a Fraser, Michigan, Shane Douglas perse il titolo XICW Xtreme Intense contro Kongo Kong.

## Personaggio
Mosse finali
- Come Shane Douglas
  - Belly to belly suplex[73]
  - Pittsburgh Plunge (Fisherman buster)[74]
  - Franchiser (Shoulder jawbreaker)[75] – 2000
- Come Dean Douglas
  - Final Exam (Bridging fisherman suplex)[76]

Manager
- Lizzy Borden
- Traci Brooks[77]
- Jim Cornette[78]
- Bella Donna[79]
- Fallen Angel[80][81]
- Francine[79]
- Paul Heyman
- Sherri Martel[79]
- James Mitchell[79][82]
- Torrie Wilson[79]

Wrestler diretti
- The Naturals[83][84]

Soprannome
- "The Franchise"

Musiche d'entrata
- The Unforgiven dei Metallica[85] (ECW)
- Perfect Strangers dei Deep Purple[85] (ECW / IWC / ROH)
- Are You Gonna Go My Way di Lenny Kravitz[85] (ECW)
- The Perfect Franchise di Jimmy Hart & Howard Helm (WCW)
- This Is Extreme di Harry Slash & The Slashtones[85] (IWC)
- Deep di Dale Oliver[85] (TNA)

## Titoli e riconoscimenti
- Extreme Championship Wrestling
  - ECW World Heavyweight Championship (4)
  - ECW Television Championship (2)
  - NWA World Heavyweight Championship (1)
- Major League Wrestling
  - MLW World Heavyweight Championship (1)
- Pro Wrestling Illustrated
  - 171º tra i 500 migliori wrestler singoli nella PWI 500 (1991)
  - 118º  tra i 500 migliori wrestler singoli nella "PWI Years" (2003)
- Universal Championship Wrestling
  - UCW Universal Heavyweight Championship (1)
- Universal Wrestling Federation
  - UWF World Television Championship (1)
- World Championship Wrestling
  - NWA World Tag Team Championship (1 - con Ricky Steamboat)
  - WCW Hardcore Championship (1)
  - WCW United States Heavyweight Championship (1)
  - WCW World Tag Team Championship (2 - 1 con Ricky Steamboat- 1 con Buff Bagwell)
- World Wrestling Federation
  - WWF Intercontinental Championship (1)
- Xtreme Intense Championship Wrestling
  - XICW Xtreme Intense Championship (1)
- Xtreme Pro Wrestling
  - XPW World Heavyweight Championship (1)